# Германия на летних Олимпийских играх 2004
Германия на летних Олимпийских играх 2004 была представлена 441 спортсменом. По сравнению с прошлыми играми Германия завоевала на 7 медалей меньше, хотя количество золотых наград осталось неизменным. Наибольшее количество наград в составе сборной Германии завоевала пловчиха Антье Бушшульте. Она трижды становилась бронзовой медалисткой игр на дистанциях 200 метров на спине, а также в эстафетах 4×200 метров вольным стилем и комбинированной 4×100 метров.

## Награды

### Золото
| Золото | |                                           |
| №      | Спортсмены | Вид спорта (дисциплина)                   |
| 1      | Катрин Ручов-Штомпоровски | Академическая гребля (одиночка)           |
| 2      | Керстин эль-Калькили Майке Эверс Катрин Борон Мануэла Лутце | Академическая гребля (четвёрка парная)    |
| 3      | Йенс Фидлер Штефан Нимке Рене Вольфф | Велоспорт (командный спринт)              |
| 4      | Анна Догонадзе | Гимнастика (прыжки на батуте)             |
| 5      | Рональд Рауэ Тим Вискёттер | Гребля на байдарках и каноэ (Б-2, 500 м)  |
| 6      | Андреас Диттмер | Гребля на байдарках и каноэ (К-1, 500 м)  |
| 7      | Кристиан Гилле Томаш Выленжек | Гребля на байдарках и каноэ (К-2, 1000 м) |
| 8      | Биргит Фишер Катрин Вагнер Майке Ноллан Каролин Леонхардт | Гребля на байдарках и каноэ (500 м, Б-4)  |
| 9      | Ивонн Бёниш | Дзюдо (до 57 кг)                          |
| 10     | Хайке Кеммер Хубертус Шмидт Мартин Шойдт Улла Зальцгебер | Конный спорт (командная выездка)          |
| 11     | Ральф Шуман | Стрельба (скоростной пистолет, 25 метров) |
| 12     | Манфред Курцер | Стрельба (бегущая мишень, 10 метров)      |
| 13     | Тина Бахман, Каролине Казаретто, Надин Эрстинг-Кринке, Франциска Гуде, Манди, Наташа Келлер, Денизе Клекер, Анке Кюн, Бадри Латиф, Хайке Леч, Соня Леман, Сильке Мюллер, Фанни Ринне, Марион Родевальд, Луиза Вальтер, Юлия Цвель | Хоккей на траве (женщины)                 |

### Серебро
| Серебро | |                                                  |
| №       | Спортсмены | Вид спорта (дисциплина)                          |
| 1       | Пегги Валеска Бритта Оппельт | Академическая гребля (двойка парная)             |
| 2       | Даниэла Раймер Клаудия Бласберг | Академическая гребля (двойка парная, лёгкий вес) |
| 3       | Юдит Арндт | Велоспорт (групповая гонка)                      |
| 4       | Торстен Янсен, Штефан Крецшмар, Вёлкер Цербе, Кристиан Цайц, Франк фон Берен, Даниэль Штефан, Кристиан Шварцер, Кристиан Рамота, Клаус-Дитер Петерсен, Флориан Керман, Ян Олаф Иммель, Паскаль Хенс, Хеннинг Фриц, Марк Драгунский, Маркус Баур | Гандбол (мужчины)                                |
| 5       | Андреас Иле Марк Цабель Бьёрн Бах Штефан Ульм | Гребля на байдарках и каноэ (Б-4, 1000 м)        |
| 6       | Андреас Диттмер | Гребля на байдарках и каноэ (К-1, 1000 м)        |
| 7       | Маркус Беккер Штефан Хенце | Гребля на байдарках и каноэ (К-2, 500 м)         |
| 8       | Биргит Фишер Каролин Леонхардт | Гребля на байдарках и каноэ (Б-2, 500 м)         |
| 9       | Улла Зальцгебер | Конный спорт (выездка)                           |
| 10      | Штеффи Нериус | Лёгкая атлетика (метания копья)                  |
| 11      | Надин Кляйнерт | Лёгкая атлетика (толкание ядра)                  |
| 12      | Штеффен Дризен Йенс Круппа Томас Руппрат Ларс Конрад Хельге Меув (предв.) | Плавание (4×100 м, комбинированная)              |
| 13      | Андреас Вельс Тобиас Шелленберг | Прыжки в воду (синхронные, трамплин)             |
| 14      | Кристиан Луш | Стрельба (винтовка лёжа, 50 метров)              |
| 15      | Николас Кифер Райнер Шуттлер | Теннис (мужчины, парный разряд)                  |
| 16      | Имке Дуплитцер Клаудиа Бокель Бритта Хайдеман | Фехтование (командная шпага)                     |

### Бронза
| Бронза | |                                           |
| №      | Спортсмены | Вид спорта (дисциплина)                   |
| 1      | Рустамходжа Рахимов | Бокс (до 51 кг)                           |
| 2      | Виталий Тайберт | Бокс (до 57 кг)                           |
| 3      | Штефан Нимке | Велоспорт (гит на 1 км)                   |
| 4      | Рене Вольфф | Велоспорт (спринт)                        |
| 5      | Гуидо Фульст | Велоспорт (гонка по очкам)                |
| 6      | Сабине Спиц | Велоспорт (маунтинбайк)                   |
| 7      | Хенрик Стехлик | Прыжки на батуте (прыжки на батуте)       |
| 8      | Штефан Пфанмёллер | Гребля на байдарках и каноэ (слалом, К-1) |
| 9      | Михаэль Юрак | Дзюдо (до 100 кг)                         |
| 10     | Юлия Матиясс | Дзюдо (до 48 кг)                          |
| 11     | Аннетт Бём | Дзюдо (до 70 кг)                          |
| 12     | Марко Кучер | Конный спорт (индивидуальный конкур)      |
| 13     | Отто Беккер Марко Кучер Кристиан Альман | Конный спорт (командный конкур)           |
| 14     | Антье Бушшульте | Плавание (на спине, 200 м)                |
| 15     | Анне Полеска | Плавание (брасс, 200 м)                   |
| 16     | Франциска ван Альмсик Петра Далльман Антье Бушшульте Ханна Штокбауэр Янина Кристин Гётц (предв.) Сара Харстик (предв.) | Плавание (4×200 м, вольный стиль)         |
| 17     | Антье Бушшульте Сара Пёве Франциска ван Альмсик Даниэла Гётц | Плавание (4×100 м, комбинированная)       |
| 18     | Даниэль Штригель Свен Шмид Йорг Фидлер | Фехтование (командная шпага)              |
| 19     | Изабелль Бахор, Керстин Гарефрекес, Ариана Хингст, Сара Гюнтер, Штеффи Джонс, Ренате Лингор, Сандра Миннерт, Мартина Мюллер, Виола Одебрехт, Навина Омиладе, Конни Полерс, Сильке Роттенберг, Петра Вимберски, Пиа Вундерлих, Соня Фусс, Биргит Принц, Керстин Стегеман | Футбол (женщины)                          |
| 20     | Клеменс Арнольд, Кристоф Бахман, Себастьян Бидерлак, Филипп Кроне, Айке Дуквиц, Кристоф Аймер, Бьорн Эммерлинг, Флориан Кунц, Бьорн Михел, Саша Райнельт, Юстус Шаровски, Кристиан Шульте, Тимо Весс, Тибор Вайссенборн, Маттиас Виттхаус, Кристофер Целлер             | Хоккей на траве (мужчины)                 |

## Результаты соревнований

### Академическая гребля
В следующий раунд из каждого заезда проходили несколько лучших экипажей (в зависимости от дисциплины). В финал A выходили 6 сильнейших экипажей, остальные разыгрывали места в утешительных финалах B-E.
Мужчины
| Соревнование  | Спортсмены                    | Предварительный заезд | Предварительный заезд | Предварительный заезд | Отборочный заезд | Отборочный заезд | Отборочный заезд | Полуфинал       | Полуфинал       | Полуфинал       | Финал   | Финал   | Итоговое место |
| Соревнование  | Спортсмены                    | Заезд                 | Время                 | Место                 | Заезд            | Время            | Место            | Заезд           | Время           | Место           | Время   | Место   | Итоговое место |
| ------------- | ----------------------------- | --------------------- | --------------------- | --------------------- | ---------------- | ---------------- | ---------------- | --------------- | --------------- | --------------- | ------- | ------- | -------------- |
| одиночки      | Марсель Хаккер                | 5                     | 7:17,55               | 1 Q                   | Не участвовал    | Не участвовал    | Не участвовал    | Полуфинал A/B/C | Полуфинал A/B/C | Полуфинал A/B/C | Финал B | Финал B | 7              |
| одиночки      | Марсель Хаккер                | 5                     | 7:17,55               | 1 Q                   | Не участвовал    | Не участвовал    | Не участвовал    | 2               | 6:55,98         | 3               | 6:47,26 | 1       | 7              |
| двойки        | Тобиас Кюне Ян Херцог         | 3                     | 7:14,16               | 4                     | 1                | 6:28,40          | 1 Q              | 2               | 6:25,47         | 1 Q             | Финал A | Финал A | 6              |
| двойки        | Тобиас Кюне Ян Херцог         | 3                     | 7:14,16               | 4                     | 1                | 6:28,40          | 1 Q              | 2               | 6:25,47         | 1 Q             | 6:46,50 | 6       | 6              |
| двойки парные | Рене Бертрам Кристиан Шрайбер | 1                     | 6:58,22               | 4                     | 1                | 6:16,94          | 3 Q              | 1               | 6:20,70         | 5 QB            | Финал B | Финал B | 9              |
| двойки парные | Рене Бертрам Кристиан Шрайбер | 1                     | 6:58,22               | 4                     | 1                | 6:16,94          | 3 Q              | 1               | 6:20,70         | 5 QB            | 6:14,97 | 2       | 9              |

### Лёгкая атлетика
Женщины
| Дисциплина | Спортсмен           | Предварительный раунд | Предварительный раунд | Четвертьфиналы | Четвертьфиналы | Полуфиналы | Полуфиналы | Финал     | Финал |
| Дисциплина | Спортсмен           | Результат             | Место                 | Результат      | Место          | Результат  | Место      | Результат | Место |
| ---------- | ------------------- | --------------------- | --------------------- | -------------- | -------------- | ---------- | ---------- | --------- | ----- |
| 10 000     | Сабрина Моккенхаупт |                       |                       |                |                |            |            | 32:00,85  | 15    |

### Плавание
Спортсменов — 9
В следующий раунд на каждой дистанции проходили лучшие спортсмены по времени, независимо от места занятого в своём заплыве.
Мужчины
| Спортсмен     | Соревнование        | Предварительные заплывы | Предварительные заплывы | Полуфиналы | Полуфиналы | Финал     | Финал     |
| Спортсмен     | Соревнование        | Результат               | Место                   | Результат  | Место      | Результат | Место     |
| ------------- | ------------------- | ----------------------- | ----------------------- | ---------- | ---------- | --------- | --------- |
| Кристиан Хайн | 400 м вольный стиль | 3:49,66                 | 10                      |            |            | Не прошёл | Не прошёл |
| Хайко Хелль   | 400 м вольный стиль | 3:52,06                 | 18                      |            |            | Не прошёл | Не прошёл |

Женщины
| Спортсменка                                                                       | Соревнование          | Предварительные заплывы | Предварительные заплывы | Полуфиналы | Полуфиналы | Финал     | Финал     |
| Спортсменка                                                                       | Соревнование          | Результат               | Место                   | Результат  | Место      | Результат | Место     |
| --------------------------------------------------------------------------------- | --------------------- | ----------------------- | ----------------------- | ---------- | ---------- | --------- | --------- |
| Николь Хетцер                                                                     | 400 м комплекс        | 4:41,74                 | 5                       |            |            | 4:40,20   | 6         |
| Тереза Рохман                                                                     | 400 м комплекс        | 4:48,51                 | 18                      |            |            | Не прошла | Не прошла |
| Петра Далльман Франциска ван Альмсик Даниэла Гётц Антье Бушшульте Бритта Штеффен* | 4×100 м вольный стиль | 3:41,19                 | 4                       |            |            | 3:37,94   | 4         |

*—участвовали только в предварительном заплыве

### Стрельба
Спортсменов — 2
После квалификации лучшие спортсмены по очкам проходили в финал, где продолжали с очками, набранными в квалификации. В некоторых дисциплинах квалификация не проводилась. Там спортсмены выявляли сильнейшего в один раунд.
Мужчины
| Соревнование                 | Спортсмены     | Квалификация | Квалификация | Финал     | Финал | Всего     | Всего |
| Соревнование                 | Спортсмены     | Результат    | Место        | Результат | Место | Результат | Место |
| ---------------------------- | -------------- | ------------ | ------------ | --------- | ----- | --------- | ----- |
| Движущаяся мишень, 10 метров | Манфред Курцер | 590 WR       | 1            | 92,4      | 6     | 682,4 WR  | 1     |

Женщины
| Соревнование                       | Спортсмены               | Квалификация | Квалификация | Финал                 | Финал                 | Всего     | Всего |
| Соревнование                       | Спортсмены               | Результат    | Место        | Результат             | Место                 | Результат | Место |
| ---------------------------------- | ------------------------ | ------------ | ------------ | --------------------- | --------------------- | --------- | ----- |
| Пневматический пистолет, 10 метров | Клаудия Вердиккио-Краузе | 380          | 16           | Завершила выступление | Завершила выступление | 380       | 16    |
| Пистолет, 25 метров                | Клаудия Вердиккио-Краузе | 572          | 23           | Завершила выступление | Завершила выступление | 572       | 23    |